# Papastratos

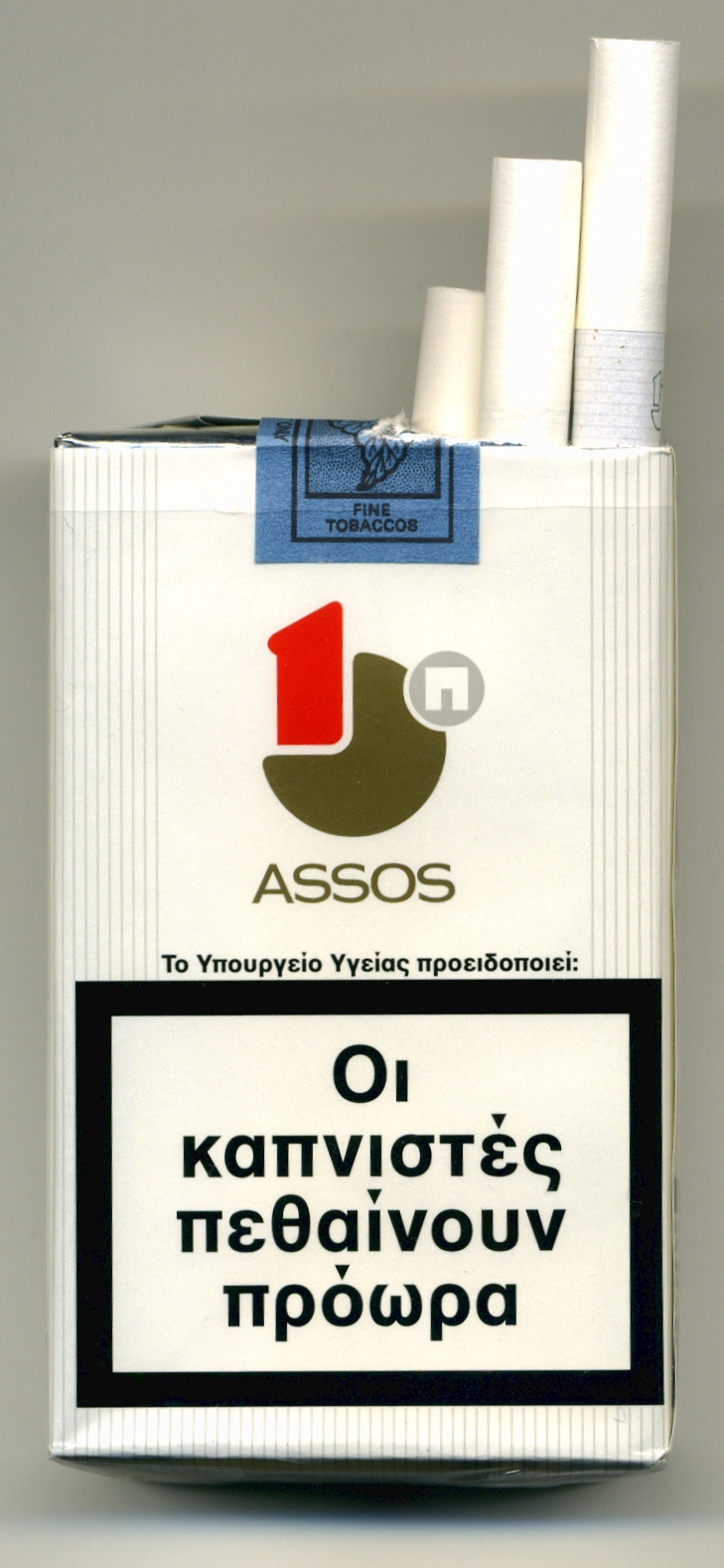
ASSOS von Papastratos

Papastratos (griechisch Παπαστράτος) ist ein griechischer Tabak- und Zigarettenhersteller. 2003 wurde die Firma von Philip Morris übernommen.

## Geschichte
Evangelos Papastratos gegründete 1930 eine Zigarettenfabrik in Piräus und verarbeitete griechischen Tabak. 1933 gründete er eine zweite in Berlin, die Hellas Zigarettenfabrik, deren Gebäude wurde von Martin Punitzer entworfen. Die Marke Hellas wurde mit großem Aufwand beworben. Die Zigaretten wurden anfangs nur aus griechischem Tabak produziert, während in Deutschland nur Mischungen geraucht wurden. Eine Änderung der produzierten Zigarettentypen konnte nicht mehr den Niedergang der Marke stoppen. Da Papastratos auch Probleme mit den Nationalsozialisten bekam, entschloss er sich, die Fabrik 1936 zu schließen. 1937 erwarb er die Tabakfabrik Nestor Gianaclis in Kairo. 1940 starb Evangelos Papastratos, kurz nachdem die Nationalsozialisten die komplette Tabakernte Griechenlands konfisziert hatten.
Die Fabrik in Kairo schloss 1955. In Griechenland führte Papastratos 1957 die Filterzigarette ein. Eine Zusammenarbeit mit Reemtsma begann, die 1975 zugunsten einer Zusammenarbeit mit Philip Morris aufgegeben wurde. 2003 übernahm Philip Morris die Firma. 
In zahlreichen Griechenland-Romanen kommen Papastratos-Zigaretten vor. Die Zigaretten Papastratos No. 1 (Assos) und No. 15 wurden in Südosteuropa an SS-Angehörige als Bezahlung ausgegeben. International bekannt wurden die Zigaretten auch dadurch, dass die Königin Margrethe II. von Dänemark Papastratos-Zigaretten raucht.

## Marken
- Papastratos
- Assos
- Old Navy